# Christiane Chabi-Kao
Christiane Chabi-Kao est une scénariste et réalisatrice de cinéma béninoise, née en 1963 à Marseille.

## Biographie
Née à Marseille en 1963, elle quitte la France et s'installe au Bénin en 1990. Depuis 2009, elle a succédé à Monique Mbeka Phoba à la direction du festival Lagunimages de Cotonou,.
Lors de la cérémonie d'ouverture de la 2ème édition du Festival international des films de femmes de Cotonou, elle est récompensée aux côtés de quatre autres femmes Tella Kpomahou, Jémima Catrayé, Carole Lokossou et Laure Agbo, pionnières comme elle est du cinéma féminin béninois,,,.
Christiane Chabi Kao, présidente de l'association Lagunimages qui organise la Biennale du Festival de cinéma Lagunimages à Cotonou, a été récompensée du Prix « Femme de feu » dans la catégorie Art aux JCFA à Ouagadougou pour son travail au Festival FICMEC de Cotonou. Elle a également été membre du jury au FESPACO, au FIMEC et aux Cine229 Awards. En 2019, elle a présidé le jury de la première édition du Festival international des films de femmes de Cotonou (FIFF Cotonou). En 2022, elle a reçu un Prix Spécial lors du 2ème FIFF Cotonou.

## Filmographie
- 2015  : Crocodile dans la mangrove
- 2013 : Les Chenapans, court métrage
- 2007 : Les Inséparables, long métrage co-réalisé avec Pierre Linhart. Laureat du prix Africa numérique au festival Vues d'Afrique de Montreal[8]
- 2005 : Les Enfants esclaves, documentaire